# Смольський Дмитро Броніславович
Дмитро́ Бронісла́вович Смо́льський (біл. Дзмі́трый Бранісла́вавіч Смо́льскі, рос. Дми́трий Бронисла́вович Смо́льский; нар. 25 липня 1937, Мінськ — пом. 29 вересня 2017 рік, там же) — радянський і білоруський композитор, лауреат Державної премії Білоруської РСР (1980) та Премії Ленінського комсомолу БРСР (1972), Народний артист БРСР (1987), член Спілки композиторів Білорусі (1961), професор Білоруської Державної Консерваторії (1986). Батько Віктора Смольського.

## Біографія
Народився 25 липня 1937 року в Мінську в родині білоруського музикознавця Броніслава Сильвестровича Смольського. Музичне середовище, в якому він знаходився з раннього дитинства, сприяло ранньому прояву захоплення музикою. Перша нотна публікація юного композитора відноситься до 12-річного віку. З 7-ми років почалися регулярні заняття музикою (по класу скрипки) спочатку в Московській центральній музичній школі, а потім в музичній школі-десятирічці при Білоруській державній консерваторії. Тоді ж почалися заняття з композиції, які проходили під керівництвом відомого білоруського композитора Євгена Тикоцького. У 1955 р. Д. Смольський вступив до Московської консерваторії до класу професора Юрія Шапоріна, проте через рік за станом здоров'я він змушений був повернутися до Мінська.
Д. Смольський закінчив Білоруську державну консерваторію по класу композиції професора Анатолія Богатирьова (1960), а потім аспірантуру під керівництвом професора Московської консерваторії Миколи Пейка (1967).
З 1962 по 2014 роки Д. Смольський вів клас композиції в Білоруській державній академії музики.
Основним фактами біографії Дмитра Смольського присвячений фільм Білоруського телебачення «10 одкровень Дмитра Смольського» (автор Т. Дубкова).
У 1969 р. у Дмитра Смольського народився син Віктор, який став відомим гітаристом.
Дмитро Смольський помер у вересні 2017 на 81-му році життя.

## Творчість
Творчий шлях Дмитра Смольського почався наприкінці 1950-х рр.
Виступивши з симфонією «Октофонія» (1967) та камерною ораторією «Пісні Хіросіми» на вірші японських поетів, написаними в серійній техніці, Дмитро Смольський вступив у протистояння з загальноприйнятим офіціозним стилем, панівним на той час у мистецтві Білорусі. В ці ж роки з'являються п'єси авангардного плану і його камерної музики. У серійній техніці написані «Остінато» для флейти і фортепіано, Соната для флейти і фортепіано (1967), сюїта для фортепіано «Гра світла». В цей же час він написав твори з елементами гумору (Концертіно для скрипки, Варіації для духових і ударних). Цей м'який гумор у пізнішій творчості композитора перетворився на сарказм з елементами трагіфарсу («Варіації з білоруським менталітетом», 15-та симфонія, окремі частини інших симфоній тощо).
Головною темою творів Смольського було філософське осмислення життя і долі людини в тоталітарному суспільстві, глибина психологічного стану людської особистості в драматичних ситуаціях.
У 15-ти симфоніях Дмитра Смольського у драматичному, трагічний або саркастичному аспекті відбилася вся складність переживань особистості у її взаємодії з агресивністю, або байдужістю навколишнього світу.
Крім симфоній великий успіх мали опери Д. Смольського «Сива легенда» (за повістю Володимира Короткевича) і «Франциск Скорина»; монументальні ораторії «Мая Радзіма» на вірші білоруських поетів і «Пает» про творчість і життя Янки Купали; інструментальні концерти (для фортепіано, скрипки, віолончелі, цимбал); камерно-інструментальні та вокальні твори. Музика Д. Смольського з успіхом звучала в багатьох країнах світу (Німеччина, Франція, Італія, Росія, Південна Корея, США та ін.), а CD із записами його симфоній, випущений британською фірмою «Олімпія» був визнаний найкращим на конкурсі компакт-дисків у США в 1992 році.
Дмитро Смольський займався педагогічною діяльністю. Протягом понад півстоліття творчої діяльності в Білоруській державній консерваторії (нині Білоруська державна академія музики) він виховав не одне покоління композиторів, серед яких є заслужені діячі мистецтва Білорусі, лауреати національних премій, доценти, професори.

## Нагороди та звання
- Премія Ленінського комсомолу Білоруської РСР (1972)
- Заслужений діяч мистецтв Білоруської РСР (1975)
- Державна премія української РСР (1980)
- Професор (1986)
- Народний артист Білоруської РСР (1987)
- Спеціальна премія Президента РБ (2003)
- Кубок «Гордість нації» (2012)
- Орден Франциска Скорини (2013)

## Твори
Сценічні твори:
Опери: «Сива легенда», лібрето В. Короткевича (1978, II ред. 2010); «Франциск Скорина» (1988); концертна опера «Апалон-заканадаўца» за мотивами опери Вардоцького (1991).
Симфонічні твори:
Симфонія № 1 (1962), Октофонія (1967), № 2 (1982), № 3 з соліруючим фортепіано (1985), № 4 з соліруючою скрипкою (1986), № 5 для камерного оркестру (1987), № 6 (1989), № 7 (1990), № 8 з віршами І. Бродського (1992); № 9 з соліруючою електрогітарою (1994); № 10 «Десять одкровень» з соліруючим альтом (1996); № 11 (2003); № 12 (2005); № 13 (2007); № 14 (2010); № 15 (2014).
Оркестрові твори:
Святкова увертюра (1963), Музика для струнних, 2-х труб, сопрано і оркестру (1965), поема «Білорусь» (1968), Симфонічна картина (1974); «Арія» для камерного оркестру (1978), «Симон-музика» для скрипки, ансамблю скрипалів та камерного оркестру (1982)
Інструментальні концерти:
Для фортепіано з оркестром № 1 (1960), № 2 (1975), Концертіно для скрипки (1972), для віолончелі (1973); для цимбалів та народного оркестру № 1 (1961), № 2 «Пам'яті В. Жиновича» (1974), № 3 (1983), Концерт для фортепіано № 2(1996).
Для естрадного оркестру:
«Бассо-остинато» на тему білоруської народної пісні «Чаму ж мені не пець».
Камерно-інструментальна музика:
Для фортепіано. Соната № 1 (1956), № 2 (1959), Вальс (1964), сюїта «Гра світла» (1964), Три прелюдії і фуги (1982). Для флейти та фортепіано: Варіації на бассо-остінато (1963), Соната (1965).
Для валторни та фортепіано: Скерцо, Експромт (1980).
Для скрипки і фортепіано: «Елегія і Токата пам'яті Дмитра Шостаковича» (1975), «Розспів», Танець (1977). Варіації для духових і ударних (1971), Едегія і Рондо для альта і фортепіано (1973), Три п'єси для цимбалів і фортепіано (1973), Рондо для віолончелі та ф-но (1979), Дві п'єси для цимбал соло (1981), Струнний квартет (1983), «До питання про взаєморозуміння» для флейти та фагота (1989).
Вокальна музика:
Вокальні цикли: «Дівочі ліричні» на слова Анатоля Астрейко (1959), «Іспанська триптих» на сл. Фредеріко Г. Лорка (1971), «Вокальний цикл на вірші Федора Тютчева» (1976), «П'ять ліричних інтермецо» на ст. Генріха Гейне (1978), Триптих для голосу, скрипки і фортепіано на сл. Алоїзи Пашкевич, «Три монологи» на сл. Я. Полонського (1978, «Вокальний цикл на вірші Андрія Вознесенського» (1979), «Вокальний цикл на вірші Марини Цвєтаєвої» (1980), «Вокальний цикл на вірші Анни Ахматової» (1980), «Вокальний цикл на вірші Бориса Пастернака» (1983).
Естрадні пісні: Більше тридцяти.
Хорові твори:
«Партызанскі трыпціх» на сл. Максима Танка (1971). Поема «Петрусь» (1979), «Край мій» на сл. Ніла Гілевича (1979).
Музика до театральних постановок:
«Костянтин Заслонов» (1967), «Таблетку під язик» (1972), «Злодій» (1973).
Музика до кінофільмів.
«Речицкая лірична» (1966), «Петро Купріянов та інші», «Сказання про Мінськ» (1967), «Була війна» (1972), «Зворотний зв'язок» (1973), «Вовча зграя» (1975).